# Icon (album của Michael Jackson)
Icon là album tổng hợp của Michael Jackson.

## Danh sách bài hát
1. "Got to Be There" (single version) (3:23)
2. "I Wanna Be Where You Are" (2:57)
3. "Rockin' Robin" (2:31)
4. "People Make the World Go 'Round" (3:16)
5. "With a Child's Heart" (3:34)
6. "Happy (Love Theme from Lady Sings the Blues)" (3:29)
7. "Ben" (single version) (2:47)
8. "We're Almost There" (3:47)
9. "Just a Little Bit of You" (3:08)
10. "One Day in Your Life" (4:14)
11. "Music and Me" (2:38)